# Kanton Montaigut
Der Kanton Montaigut war bis 2015 ein französischer Kanton im Arrondissement Riom im Département Puy-de-Dôme und in der Region Auvergne-Rhône-Alpes; sein Hauptort war Montaigut, Vertreter im Generalrat des Départements war von 2004 bis 2015 Pierrette Daffix-Ray (zunächst PS, jetzt DVG).
Der Kanton war 176,20 km² groß und hatte (2006) 8.034 Einwohner, was einer Bevölkerungsdichte von 46 Einwohnern pro km² entsprach. Er lag im Mittel auf 546 Meter über dem Meeresspiegel, zwischen 390 m in Lapeyrouse und 743 m in Youx. 

## Geschichte
2015 wurde der Kanton aufgelöst und ging in dem neuen Kanton Saint-Éloy-les-Mines auf.

## Gemeinden
Der Kanton umfasste zehn Gemeinden.
| Gemeinde                | Einwohner Jahr | Fläche km² | Bevölkerungsdichte | Postleitzahl | Code INSEE |
| ----------------------- | -------------- | ---------- | ------------------ | ------------ | ---------- |
| Ars-les-Favets          | 231 (2013)     | –          | – Einw./km²        | 63700        | 63011      |
| Buxières-sous-Montaigut | 233 (2013)     | –          | – Einw./km²        | 63700        | 63062      |
| La Crouzille            | 276 (2013)     | –          | – Einw./km²        | 63700        | 63130      |
| Durmignat               | 201 (2013)     | –          | – Einw./km²        | 63700        | 63140      |
| Lapeyrouse              | 560 (2013)     | –          | – Einw./km²        | 63700        | 63187      |
| Montaigut               | 1022 (2013)    | –          | – Einw./km²        | 63700        | 63233      |
| Moureuille              | 310 (2013)     | –          | – Einw./km²        | 63700        | 63243      |
| Saint-Éloy-les-Mines    | 3652 (2013)    | –          | – Einw./km²        | 63700        | 63338      |
| Virlet                  | 274 (2013)     | –          | – Einw./km²        | 63330        | 63462      |
| Youx                    | 946 (2013)     | –          | – Einw./km²        | 63700        | 63471      |

## Bevölkerungsentwicklung
| 1962   | 1968   | 1975   | 1982   | 1990  | 1999  | 2006  | 2011  |
| ------ | ------ | ------ | ------ | ----- | ----- | ----- | ----- |
| 11.854 | 12.849 | 11.330 | 10.408 | 9.138 | 8.297 | 8.034 | 7.747 |